# Горецький Людвіг Казимирович
Людвіг Казимирович Горецький (3 серпня 1825 — 23 квітня 1885, Київ) — лікар-дерматолог, доктор медицини (1855), ад'юнкт-професор Київського університету святого Володимира.

## Біографія
Народився 3 серпня 1825 року в Рівненському повіті Волинської губернії в польській дворянській родині. Середню освіту здобув у Рівненській гімназії. Потім вступив на медичний факультет Університету святого Володимира, який закінчив з відзнакою в 1848 році, став ординатором при університетській терапевтичній клініці, з 1854 року — помічником професора, завідувачем відділення шпитальної клініки при Київському військовому шпиталі, лікарем при пансіоні графині Є. В. Лєвашової. У 1855 році здобув ступінь доктора медицини, захистивши докторську дисертацію «De sputis in pneumonia acuta primaria (cruposa Rokitansky)»[джерело?] і став першим директором університетської дерматологічної клініки.
З 1858 року (за деякими даними 1861) — ад'юнкт кафедри спеціальної терапії Університету святого Володимира. В 1861–1863 роках вивчав систему викладання нашкірних та венеричних хвороб за кордоном (у Парижі, Відні). З 1864 по 1880 рік очолював дерматологічну клініку Університету святого Володимира. Одночасно, з 1864 року — молодший ординатор Київського військового госпіталю. З 1866 року — штатний доцент кафедри спеціальної патології і терапії, одночасно викладав курс нашкірних хвороб. З 1868 року зосередився виключно на викладанні курсу хвороб шкіри та сифілісу, які в той час мали значне розповсюдження в Україні, особливо в Києві та Житомирі. З 1877 року декілька років читав курс інфекційних хвороб і, зокрема, курс «Пошесних хвороб при великому скупченні військ». Одночасно завідував госпітальної терапевтичною клінікою.
Був засновником відділення нашкірних хвороб Київського військового госпіталю, укладачем першого звіту дерматологічної клініки університету.
Автор наукових праць з клініки нашкірних хвороб, які відрізнялися оригінальними і прогресивними поглядами на ці хвороби: впорядкував із тогочасних позицій термінологію, проводив думку про зв'язок нашкірних хвороб із загальним станом організму, змінами в крові.
Був членом і віце-головою Київського товариства лікарів, Київського товариства природознавців, членом-кореспондентом Товариства одеських лікарів.
Вийшов у відставку дійсним статським радником, а за тридцятирічну службу в університеті мав пенсію 600 рублів на рік. За заслуги у розвитку медицини його портретом прикрасили кабінет завідувача дерматологічної шпитальної клініки — з ініціативи наступника, дерматолога та сифілідолога професора Михайла Івановича Стуковенкова.
Жив в Києві на Бібіковському бульварі, 4 у власному будинку. Помер 23 квітня 1885 року від паралічу і був похований на римо-католицькій ділянці Байкового кладовища. Вдова у 1886 році звела над могилою родинний мавзолєй-каплицю за проектом архітектора Ромуальда Тустановського.